# Carl-Peter Bauer
Carl-Peter Bauer (* 31. März 1951) ist ein deutscher Kinderarzt.

## Werdegang
Bauer studierte Humanmedizin an der Medizinischen Fakultät Düsseldorf (1970–1973) und der Technischen Universität München (1973–1976) und schloss 1977 mit einer Promotion über eine Elektroencephalographische Langzeitstudie während der Initialtherapie kindlicher Leukosen ab.
Er war zunächst Medizinalassistent an der Frauenklinik an der TU München und der Klinik Höhenried der Landesversicherungsanstalt Oberbayern. Von 1978 bis 1983 war er Assistenzarzt an der Kinderklinik der TU München. 1980 hielt er sich als Gastarzt am Childrens Hospital of Los Angeles auf.
Nach Habilitation 1983 an der TU München für das Fach Kinderheilkunde war er von 1984 bis 1989 Leiter der Kinderpoliklinik Schwabing der TU München und von 1989 bis 2019 Ärztlicher Direktor der Fachklinik Gaißach der Deutschen Rentenversicherung Bayern Süd.
1990 wurde er außerplanmäßiger Professor an der TU München. Von 1992 bis 2019 war er dort Inhaber des Stiftungslehrstuhls für Kinder-Rehabilitation.

## Ehrungen
- 2010: Verdienstkreuz am Bande der Bundesrepublik Deutschland[4]